# Ibrahim Mansaray
Ibrahim Mansaray (født 31. oktober 1992) er en fodboldspiller fra Sierra Leone. Hans seneste klub var Akademisk Boldklub, som han spillede for frem til januar 2017, hvor han grundet øget fokus på studierne tog en pause fra divisionsfodbold.
Ibrahim Mansaray har tidligere spillet for B 93, Hvidovre IF, Brøndby IF, Cardiff City, PS Kemi Kings og Real Aviles.